# チャーリー・ハナム
チャーリー・ハナム（Charlie Hunnam, 本名: Charles Matthew Hunnam, 1980年4月10日 - ）は、イギリスの俳優。ニューキャッスル出身。身長185cm。2008年から続くアメリカのテレビドラマシリーズ『サンズ・オブ・アナーキー』の主人公ジャクソン・“ジャックス”・テラー役で知られる。『パシフィック・リム』で日本での知名度が上がった。

## 略歴
2人兄弟の弟としてニューカッスルに生まれる。2歳の時に両親が離婚。12歳からは母の再婚により湖水地方で過ごし、都市部で育ったハナムは周りと打ち解けられないでいたという。Cumbria Institute of the Artsで学んだ。
1989年にテレビシリーズ『Byker Grove』で俳優デビューし、1999年公開の『ハロルド・スミスに何が起こったか?』で映画デビューする。1999年よりイギリスのテレビシリーズ『Queer as Folk』でのゲイの高校生ネイサン役にて、相手役のエイダン・ギレンと共に注目を集める。2002年公開の『ディケンズのニコラス・ニックルビー』で初主演を果たし、ナショナル・ボード・オブ・レビューのアンサンブル演技賞を受賞する。
2008年より放映の犯罪ドラマ『サンズ・オブ・アナーキー』で凶悪なバイクギャングメンバーの主役ジャクソン・“ジャックス”・テラーを演じた。

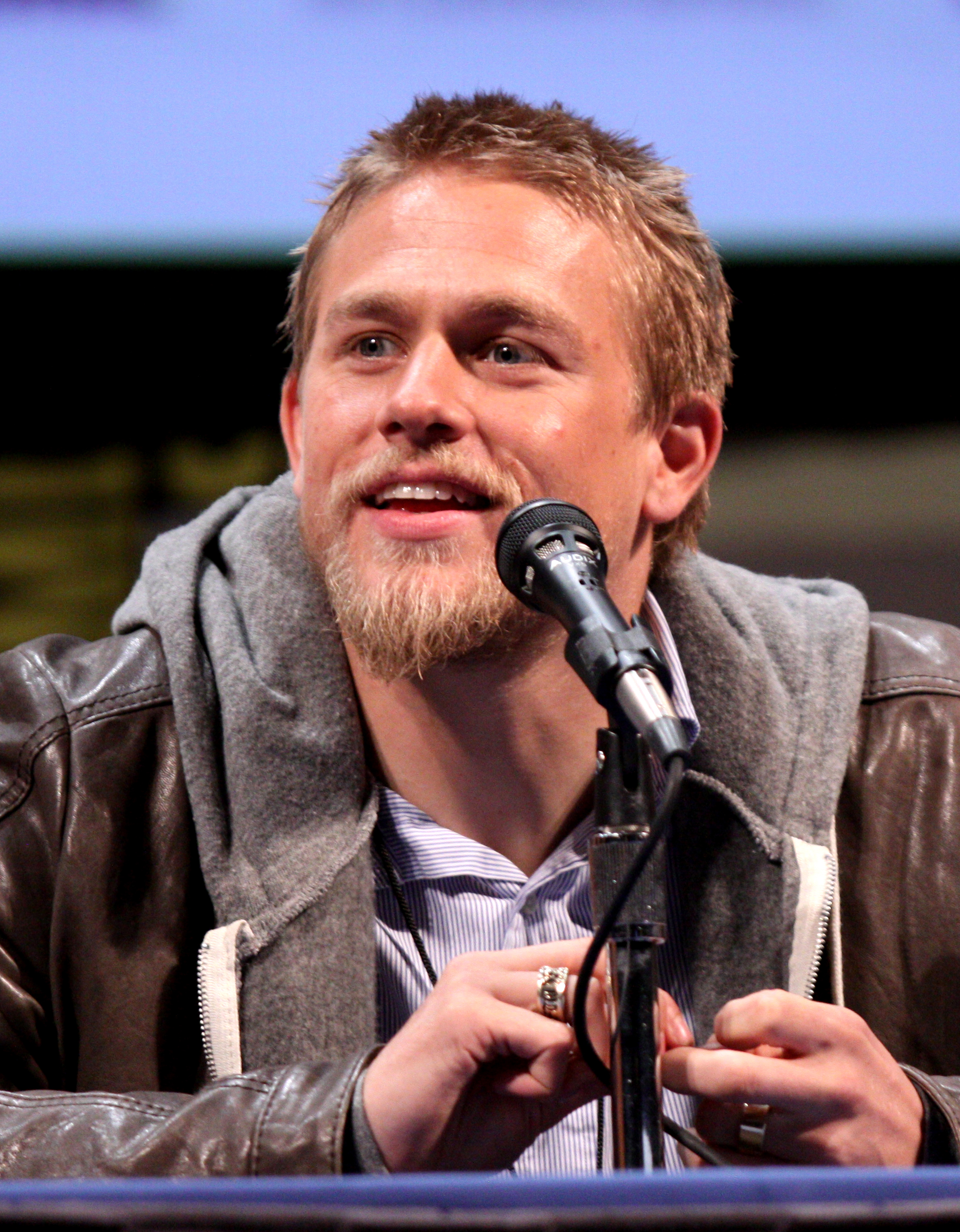
2011年 コミコンインターナショナル

2013年には大ヒットした映画『パシフィック・リム』で主人公ローリー・ベケットを熱演。同年、E.L.ジェームズの官能小説『フィフティ・シェイズ・オブ・グレイ』の映画版の主役に抜擢されたが、後に降板した。

### 私生活
1999年にアメリカの女優キャサリン・タウンと結婚したが、2002年に離婚した。2007年よりジュエリーデザイナーのMorgana McNelisと交際している。

## エピソード
『スター・ウォーズ』シリーズのアナキン・スカイウォーカー役のオーディションを受けており、最終オーディションまで残っていた。
その長身とスタイルの良さで、2005年にエンポリオ・アルマーニの広告モデルを務め、Elle Girl の「top 100 sexiest men」で9位にランクインした。
著名な男性人権運動家(MRM)でミソジニー発言でも知られるジョーダン・ピーターソンのファンを公言している。

## フィルモグラフィ

### 映画
| 年   | 題名                                                                            | 役名                                 | 備考                  | 吹き替え |
| ---- | ------------------------------------------------------------------------------- | ------------------------------------ | --------------------- | -------- |
| 1999 | ハロルド・スミスに何が起こったか? Whatever Happened to Harold Smith?            | ダズ                                 |                       |          |
| 2002 | ケイティ Abandon                                                                | エンブリー・ラーキン                 | 内田夕夜              |          |
| 2002 | ディケンズのニコラス・ニクルビー Nicholas Nickleby                              | ニコラス・ニクルビー                 | 神奈延年              |          |
| 2003 | コールド マウンテン Cold Mountain                                               | ボジー                               |                       |          |
| 2005 | フーリガン Green Street                                                         | ピート・ダナム                       | TBA                   |          |
| 2006 | トゥモロー・ワールド Children of Men                                            | パトリック                           | 川島得愛              |          |
| 2011 | ザ・レッジ -12時の死刑台- The Ledge                                             | ギャビン                             | （吹き替え版なし）    |          |
| 2012 | 3,2,1... Frankie Go Boom                                                        | フランキー                           | N/A                   |          |
| 2012 | デッドフォール 極寒地帯 Deadfall                                                | ジェイ                               | （吹き替え版なし）    |          |
| 2013 | パシフィック・リム Pacific Rim                                                  | ローリー・ベケット                   | 杉田智和              |          |
| 2015 | クリムゾン・ピーク Crimson Peak                                                 | アラン・マクマイケル                 | 阪口周平              |          |
| 2016 | ロスト・シティZ 失われた黄金都市 The Lost City of Z                             | パーシー・フォーセット               | 土田大                |          |
| 2017 | キング・アーサー King Arthur: Legend of the Sword                               | アーサー                             | 土田大                |          |
| 2017 | パピヨン Papillon                                                               | アンリ・シャリエール                 | 花輪英司              |          |
| 2018 | ア・ミリオン・リトル・ピーシズ（原題） A Million Little Pieces                  | ボブ・フレイ・Jr                     | N/A                   |          |
| 2019 | トリプル・フロンティア Triple Frontier                                          | ウィリアム・“アイアンヘッド”・ミラー | Netflixオリジナル映画 | 土田大   |
| 2019 | トゥルー・ヒストリー・オブ・ザ・ケリー・ギャング True History of the Kelly Gang | オニール                             |                       | 庄司燃   |
| 2019 | ジャングルランド Jungleland                                                     | スタンリー・カミンスク               | 田村真                |          |
| 2019 | ジェントルメン The Gentlemen                                                    | レイモンド・スミス                   | 佐藤拓也              |          |
| 2022 | Last Looks                                                                      | チャーリー・ウォルド                 |                       |          |
| 2023 | REBEL MOON：パート1 炎の子 Rebel Moon: Part One - A Child of Fire               | カイ                                 | Netflixオリジナル映画 | 杉田智和 |

### テレビシリーズ
| 年        | 題名                                     | 役名                             | 備考       | 吹き替え |
| --------- | ---------------------------------------- | -------------------------------- | ---------- | -------- |
| 1998      | Byker Grove                              | ジェイソン・チャクル             | 計3話出演  | N/A      |
| 1999-2000 | Queer as Folk                            | ネイサン・マロニー               | 計10話出演 | N/A      |
| 2001-2003 | Undeclared                               | ロイド                           | 計17話出演 | N/A      |
| 2008-2014 | サンズ・オブ・アナーキー Sons of Anarchy | ジャクソン・“ジャックス”・テラー | 計92話出演 | 森川智之 |

### WEBシリーズ
| 年   | 題名                   | 役名     | 配信局    | 備考       | 吹替   |
| ---- | ---------------------- | -------- | --------- | ---------- | ------ |
| 2022 | シャンタラム Shantaram | Lin Ford | Apple TV+ | 計12話出演 | 奈良徹 |